# Birger Furugård

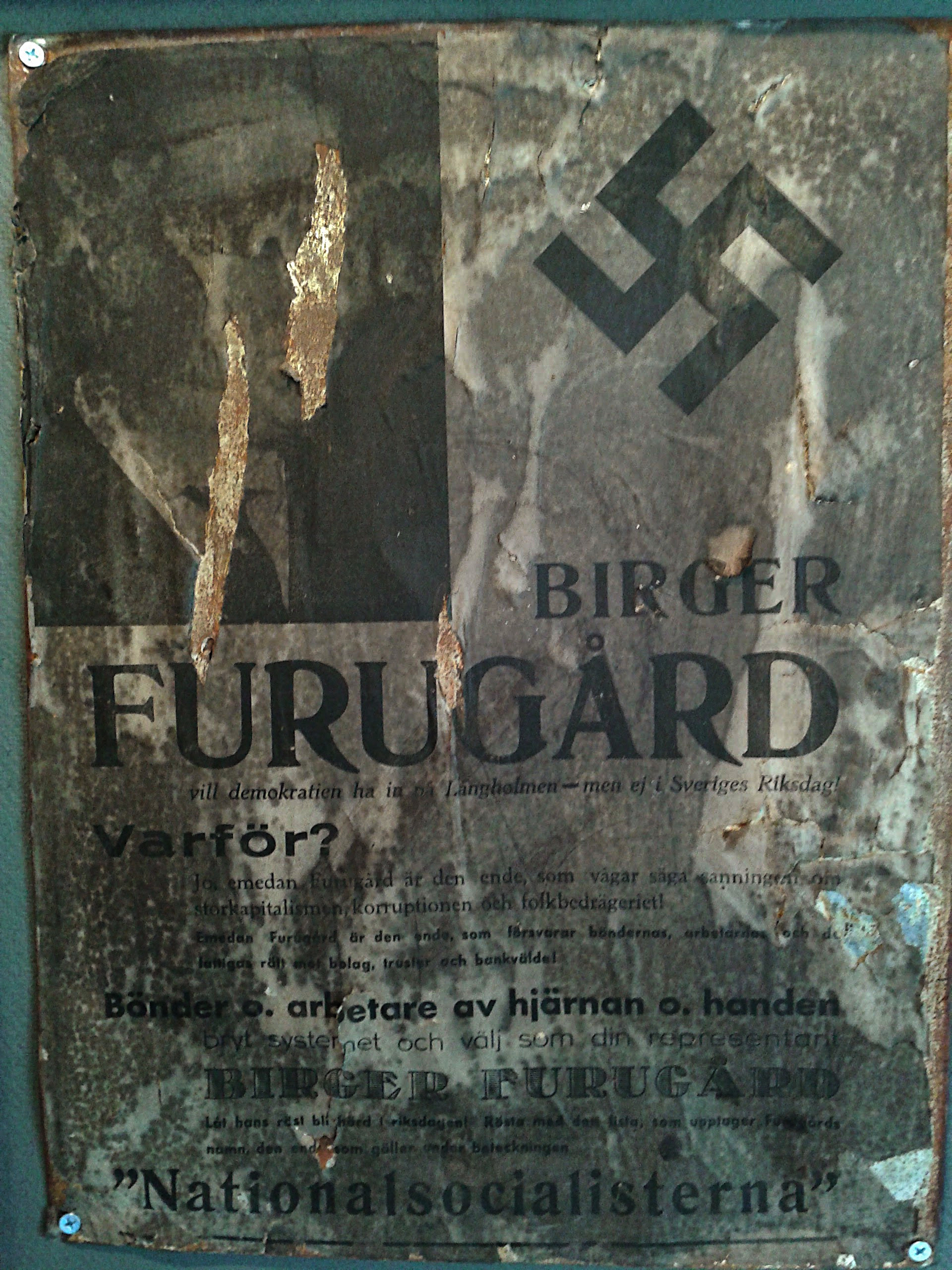
Propagandaffisch för Birger Furugård utställd på museet "Beredskapsåra" i Koppom.

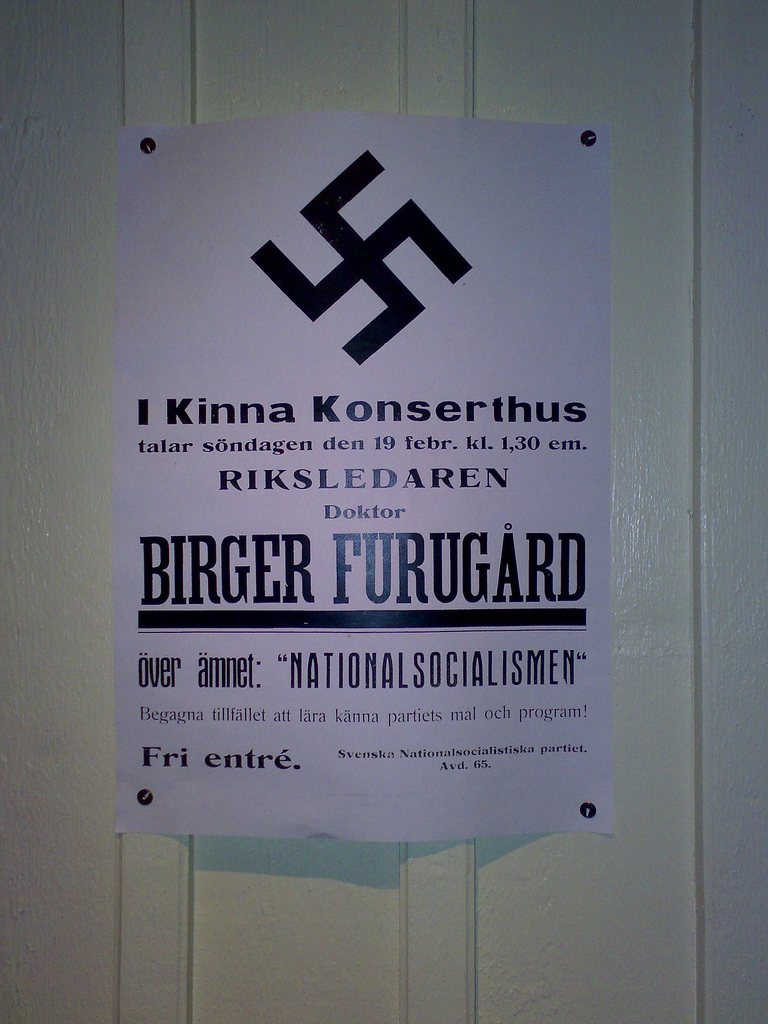
Affisch 1930-talet.

Birger Furugård, född 8 december 1887 i Silbodal, Värmlands län, död 4 december 1961 i Nyeds församling, Värmlands län, var en svensk veterinär och nationalsocialistisk politiker och agitator.

## Biografi
Birger Furugård föddes 1887 i Silbodal i Värmland som Birger Lundin, och var son till kronolänsman Johan Peter Lundin, född 1848, och dennes hustru Fatima Lovisa Charlotta, född  1853. Han hade tre bröder, Johan Gunnar, född 1878, Georg, född 1881 och Sigurd, född 1886 samt en syster, Sigrid Fatima, född 1890. Han tjänstgjorde som distriktsveterinär i Värmland, först i Deje 1928 och därefter i Molkom 1934.
Birger Furugård bedrev ett år handelsstudier i Tyskland innan han skrevs in vid Lunds universitet höstterminen 1909. Han studerade där fram till 1912. Under Furugårds tid vid universitetet kom han under inflytande av professorn och socialisten Bengt Lidforss. Genom Lidforss fick den då unge Furugård intresse för socialismen men även nationalism och rasideologi när även H S Chamberlain inspirerade och populariserade Furugårds intresse. Furugård övergav dock universitetsstudierna och gick över till Veterinärinstitutet varifrån han utexaminerades 1918.
Under 1920-talets tidiga år började det cirkulera en del rykten om en man, som hette Adolf Hitler, som skulle samla många anhängare runt en rörelse som kallades NSDAP, Tysklands Nationalsocialistiska Arbetareparti, som medelst våld och terroranvändning ville bekämpa judar, kapitalism och marxism och förespråkade en fanatisk rasbiologi. Furugård knöt 1922 kontakt med den tysk-nordiska diktaren Dietrich Eckart, som var en av Hitlers närmaste män. Han kom även i kontakt med den i Tyskland ledande auktoriteten på rasfrågor, professor Hans F.K. Günther, som en tid vistades i Sverige och därvid besökte Furugård i dennes hem i Värmland. Även den tyske antisemiten Theodor Fritsch påverkade familjen genom sin tidskrift "Hammer".
Furugård och hans bröder Gunnar och Sigurd publicerade den 12 augusti 1924 ett upprop i vilket man förklarade sig bilda Svenska Nationalsocialistiska Frihetsförbundet (SNFF), 1926 ombildat till Svenska Nationalsocialistiska Bonde- och Arbetarpartiet (SNBAP). Partiets första partiprogram 1929 var närmast en direkt översättning av NSDAP:s. SNBAP blev ingen succé och 1929–1930 gick man ihop med Sveriges Nationalsocialistiska Folkparti (under ledning av Sven-Olov Lindholm, som var furir på A9 i Stockholm) och Nysvenska Folkförbundet (med Stig Bille som ledare) och bildade Nysvenska Nationalsocialistiska Förbundet (NNSF) som året därpå bytte namn till Svenska Nationalsocialistiska Partiet (SNSP). Furugård blev partiledare och Lindholm partisekreterare och redaktör för partiets tidning Vår Kamp. SNSP fick drygt 15 000 röster (0,61 %) i riksdagsvalet 1932.  
1933 bröt Lindholm med Furugård och tillsammans med sina anhängare bildade Lindholm den 15 januari Nationalsocialistiska Arbetarpartiet (NSAP). Enligt Dagens Nyheter var splittringen "dirigerad från tyskt håll". Tidningen menade också att brytningen mellan Furugård och Lindholm i högre grad hade handlat om personliga problem och Furugårds ekonomiska oegentligheter än politiska meningsskiljaktigheter.
SNSP och Furugård fortsatte sin politiska kamp med bland annat deltagande i stads- och kommunalfullmäktigeval samt kyrkofullmäktigeval åren 1934/35 samt andrakammarvalet och riksdagsvalet 1936. Som resultat i stads- och kommunalfullmäktigevalen 1934/35 erhöll partiet 11 400 röster på egna listor samt 5 400 röster på samlingslistor med till exempel Nationalsocialistiska Blocket (NSB) och sammanlagt 80 mandat i olika kommuner runt om i landet. Den största framgången nåddes i Göteborg med 5,7 % följt av Värmland med 2,9 % av rösterna.
1933/1934, några år före andra världskriget, var partiets medlemsantal som störst med uppskattningsvis 10 000 medlemmar. I Stockholm hade partiet 1 700 medlemmar varav ca 1 400 av dessa var män. 1935 hade partiet 132 lokalavdelningar runt om i landet. Åren 1933–1936 gav SNSP ut tidningen "Nationalsocialistisk Tidning" (NST) samt åren 1934–1935 den ideologiska tidskriften "Klingan".
SNSP förfogade över en särskild kvinnoorganisation, Kristina Gyllenstierna (KG) och Skyddsavdelningar (SA) samt 1934 en egen fackförening för sjömän, Svenska Sjöfartssektionen, vilken samma år gav ut tidskriften "Vikingen". Partiets ungdomsrörelse mellan 1933 och 1934 benämndes Nationalsocialistisk Ungdom (NSU), vilken gav ut tidskriften "Det Unga Sverige". 1935 bytte ungdomsrörelsen namn till Vikingarna, vilken gav ut tidskriften "Solkorsfanan" åren 1935–1936. Ungdomsledare för Nationalsocialistisk Ungdom och Vikingarna var kaptenen John Åstrand i Karlstad.
Vikingarna upphörde med sin verksamhet samtidigt med moderpartiet 1936. Medlemmarna i Vikingarna uppmanades därefter av Furugård och Åstrand att enskilt söka inträde i Lindholms ungdomsrörelse Nordisk Ungdom (NU), vilket ett flertal även gjorde. Åstrand gick själv med i NSAP och medverkade bland annat i Nordisk Ungdoms tidskrift "Stormfacklan". Partiets symbol var hakkorset, vilket figurerade i såväl medlemsmärket som på fanor, vimplar och armbindlar. 
Furugårds SNSP och Lindholms NSAP konkurrerade med varandra så gott man kunde åren efter brytningen. Riksdagsvalet 1936 blev en katastrofal missräkning för Furugård. Trots en valkartell med Nationalsocialistiska Blocket (NSB) lyckades partiet bara skrapa ihop 0,1 % av rösterna (3 025 röster), varför Furugård beslöt att upplösa partiet i november 1936. Partiet hade då 4 640 medlemmar, varav 378 funktionärer. Många f.d. medlemmar gick därefter med i Lindholms NSAP däribland SNSP:s före detta ledningsstab. Andra f.d. medlemmar bildade partiet Sveriges Nationella Socialister (SNS) med ungdomsrörelsen Svensk Front.[källa behövs]
I februari 1943 gick Furugård med i Nils Flygs Socialistiska partiet.
Efter kriget fortsatte Furugård sitt arbete som veterinär. När Dagens Nyheter intervjuade honom 1951 beskrevs "ex-Führern i Molkom" som en sjuklig och bruten man. Tidningen noterade att han medgav att det förekommit grymheter i Hitlers Tyskland, men han ville inte medge att exempelvis gaskammare hade använts.
Furugård avled 1961.